# Mesostruma exolympica
Mesostruma exolympica är en myrart som beskrevs av Taylor 1973. Mesostruma exolympica ingår i släktet Mesostruma och familjen myror. Inga underarter finns listade i Catalogue of Life.

## Bildgalleri

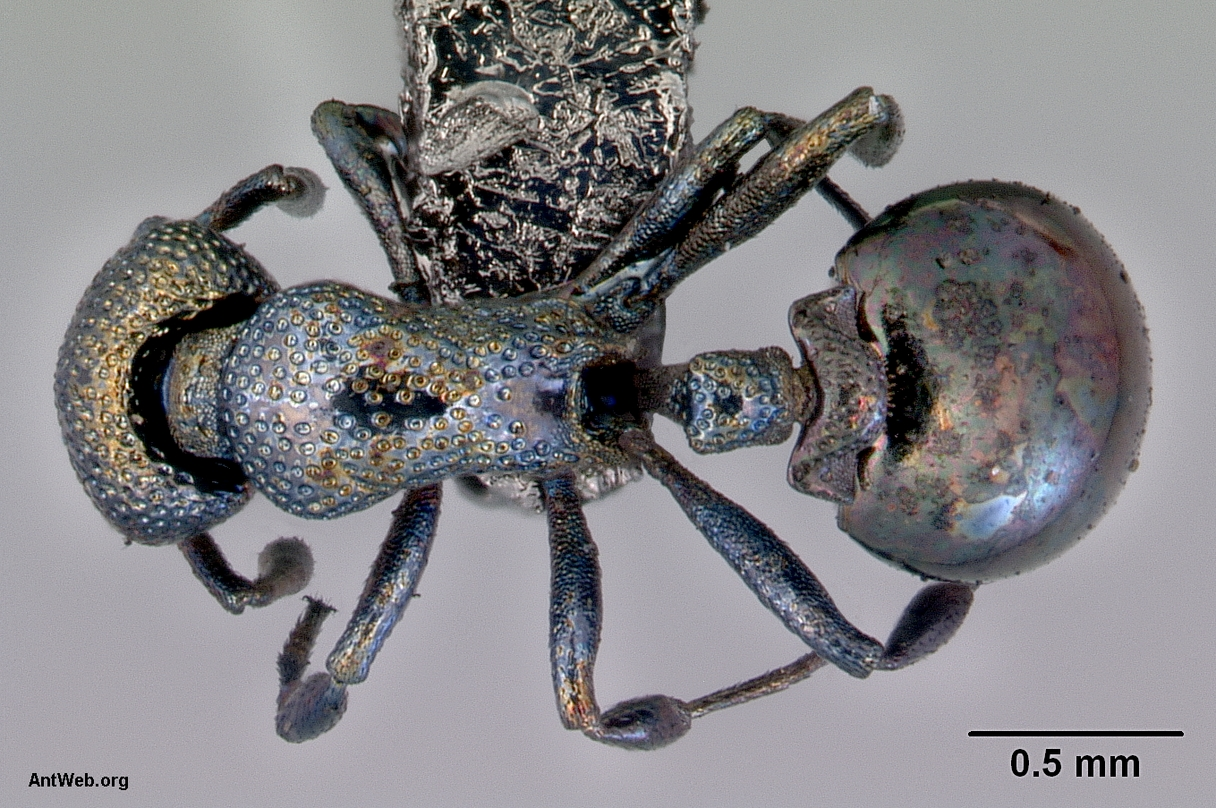
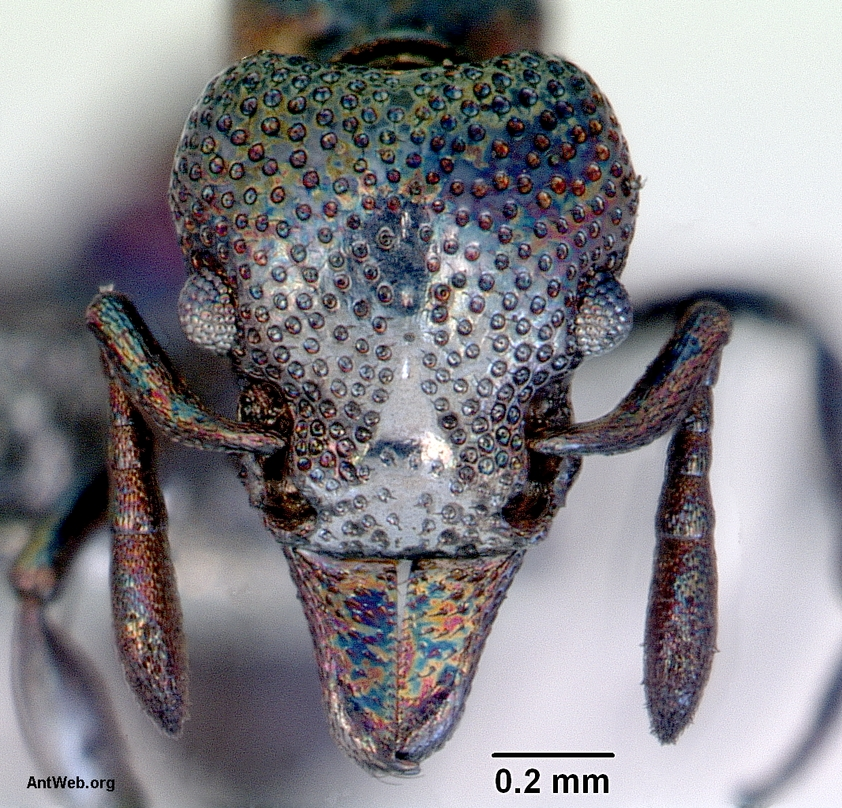
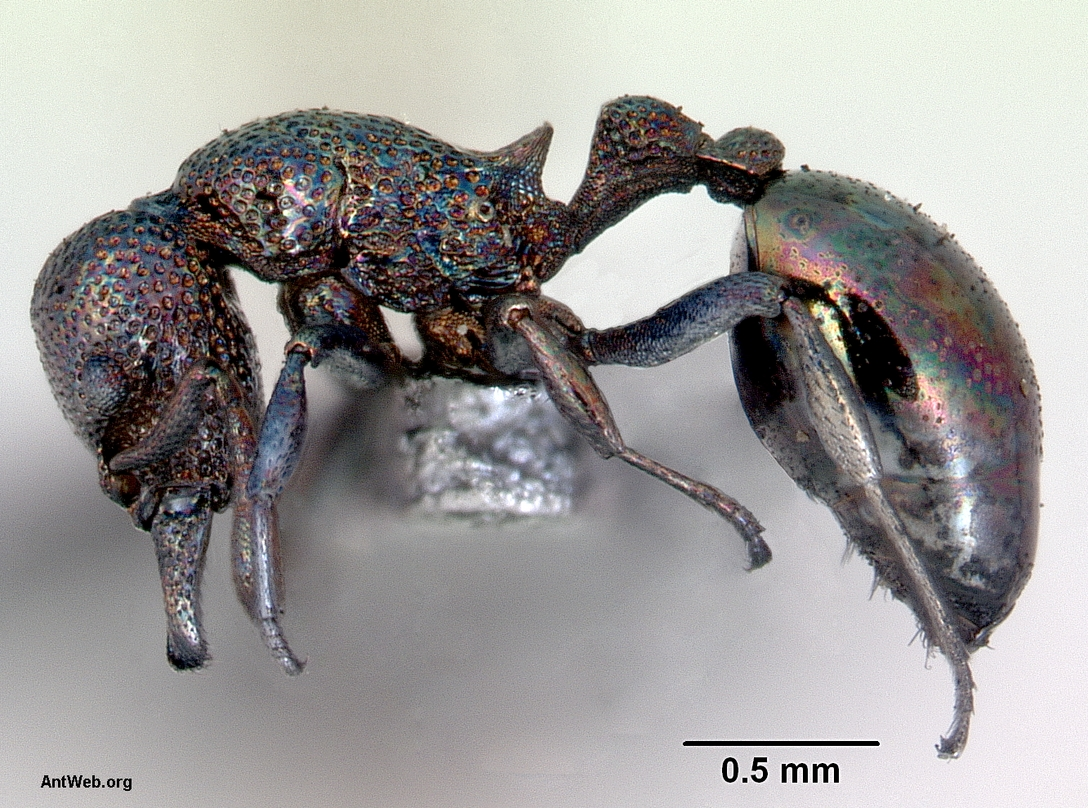
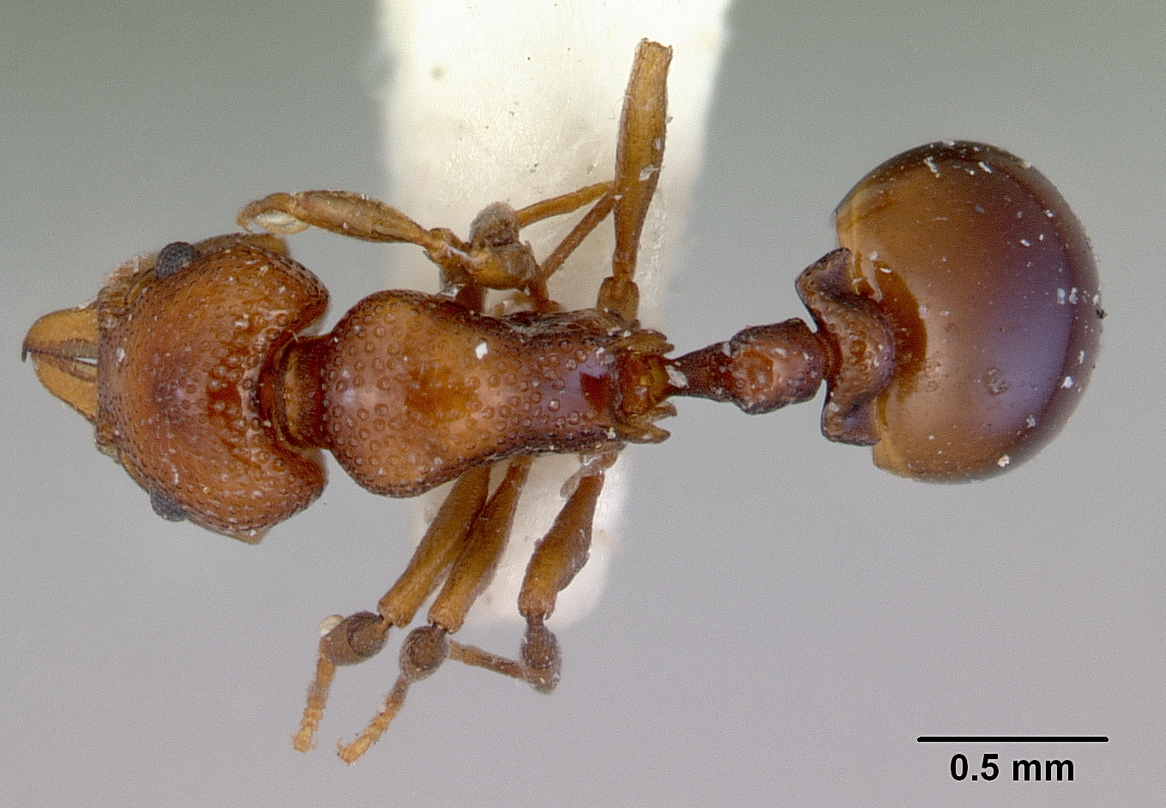
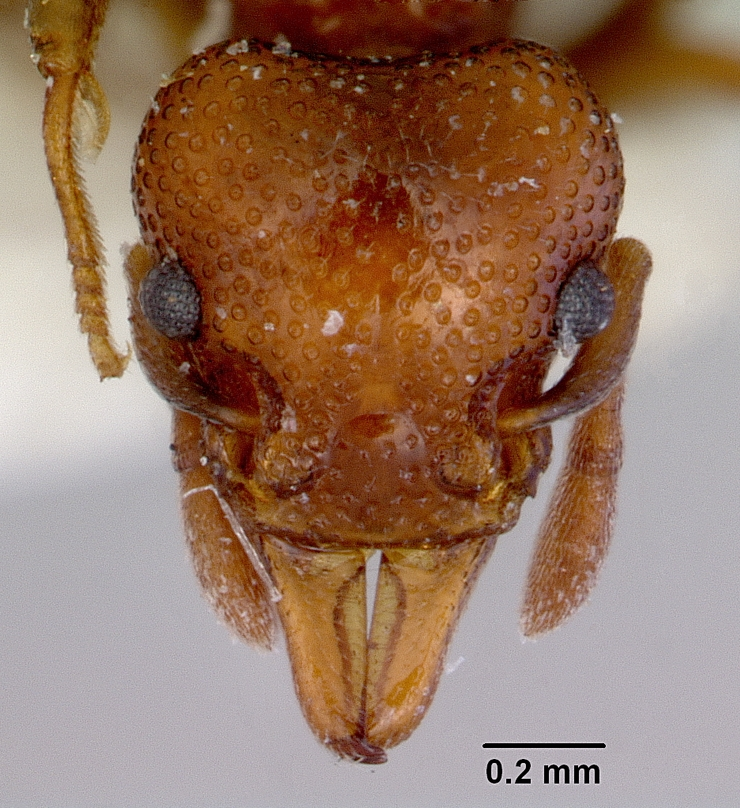
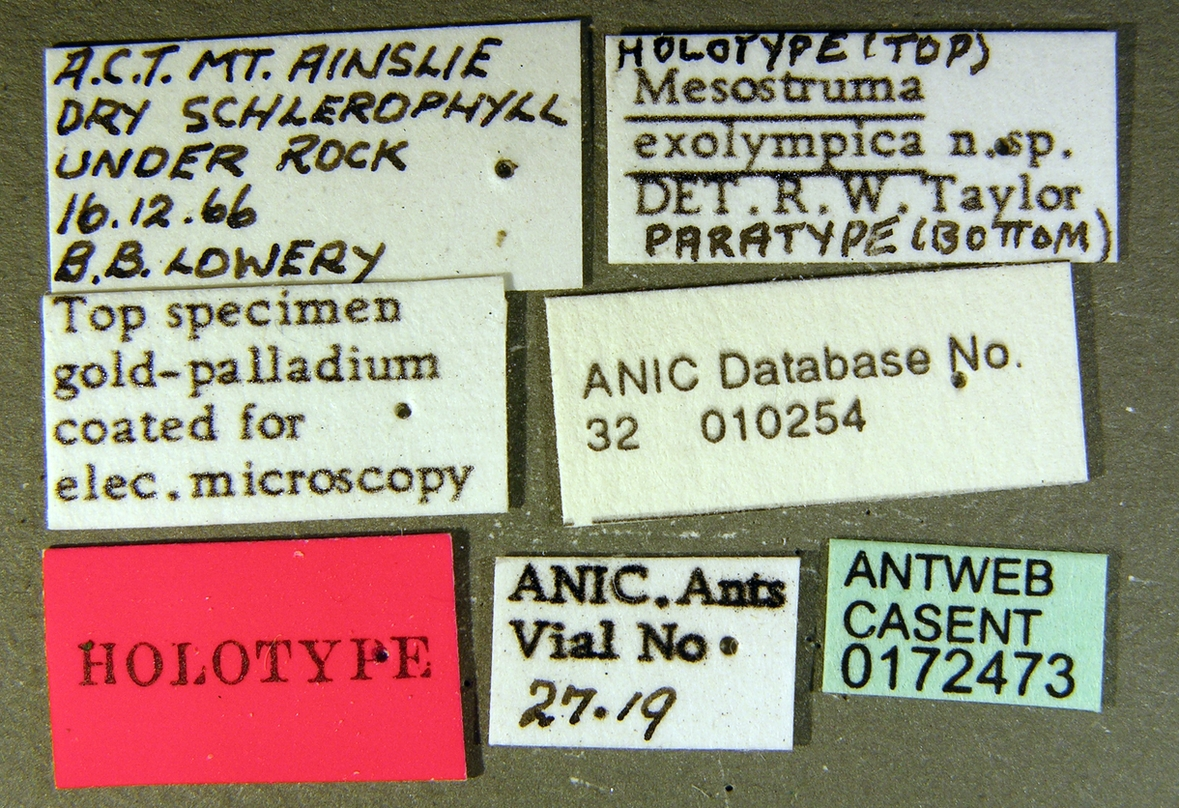